# 340-й окремий транспортно-бойовий вертолітний полк (СРСР)
340-й окремий транспортно-бойовий вертолітний полк (340 ОТрБВП, в/ч 22672) — формування Радянської армії, що існувало у 1944—1992 роках.
Після розпаду СРСР у 1992 році на базі полку згодом була сформована 12-та окрема бригада армійської авіації України.

## Історія
1 квітня 1944 р. в Ніжині Чернігівської обл. створено 340-й авіаційний полк дальньої дії, оснащений військово-транспортними літаками Лі-2.
28 жовтня 1944 р. літаки полку евакуювали з аеродрому Три Дуби (Чехословаччина) золотий запас уряд Словаччини.
У серпні-листопаді 1945 року особовий склад полку брав участь у війні з Японією.
У повоєнний час полк дислокувався в Монголії, м. Хабаровську на півострові Сахалін, в містах Олександрії та Чернівцях.
З грудня 1957 року розпочато перенавчання особового складу полку на нову авіаційну техніку — вертоліт Мі-4.
З кінця 1960 року полк дислокується у смт. Новий Калинів, Львівська область.
З 1983 року ескадрильї полку брали участь у бойових діях в Афганістані.
У січні 1986 року розпочато перенавчання льотного складу на нову авіаційну техніку — вертольоти Мі-26. В квітні 1986 року розпочато переозброєння вертолітної ескадрильї на ці вертольоти.
У 1986 році 28 травня перші екіпажі на вертольотах Мі-26 вилетіли на ліквідацію наслідків Чорнобильської катастрофи. Всього 165 військовослужбовців полку брали участь у ліквідації катастрофи.
1 березня 1987 року відповідно до штату за № 115/546 340 окремий транспортно-бойовий вертолітний полк переведений на штат, згідно з яким вертольоти Мі-26 були введені в організаційно-штатну структуру в складі вертолітної ескадрильї.
Після розпаду СРСР у 1992 році на базі полку згодом була сформована 12-та окрема бригада армійської авіації України.

## Матеріали
- 70 років на варті мирного неба [Архівовано 16 серпня 2018 у Wayback Machine.] // Міністерство оборони України, 1 квітня 2014